# Wuyapao (köpinghuvudort i Kina, Heilongjiang Sheng, lat 45,98, long 128,85)
Wuyapao (kinesiska: 乌鸦泡, 乌鸦泡镇) är en köpinghuvudort i Kina. Den ligger i provinsen Heilongjiang, i den nordöstra delen av landet, omkring 170 kilometer öster om provinshuvudstaden Harbin. Antalet invånare är 12 389. Befolkningen består av 6 076 kvinnor och 6 313 män. Barn under 15 år utgör 14,0 %, vuxna 15-64 år 76 %, och äldre över 65 år 9,0 %.
Runt Wuyapao är det ganska tätbefolkat, med 78 invånare per kvadratkilometer. Närmaste större samhälle är Tonghe, 8,0 km väster om Wuyapao. Trakten runt Wuyapao består till största delen av jordbruksmark.
Genomsnittlig årsnederbörd är 862 millimeter. Den regnigaste månaden är juli, med i genomsnitt 174 mm nederbörd, och den torraste är januari, med 7 mm nederbörd.